# Hermann Morais de Barros
Hermann de Moraes Barros (São Paulo, 30 de setembro de 1907 — São Paulo, 25 de julho de 1994) foi um advogado,  administrador e político brasileiro.

## Biografia
Hermann de Morais Barros nasceu em 30 de setembro de 1907, na cidade de São Paulo, filho de Antônio de Morais Barros e de Isaura A. Morais Barros. 
Era membro de uma família de influentes políticos. Seu pai foi deputado estadual pelo Partido Republicano Paulista (PRP) e também presidente da Presidente da Companhia de Terras Norte do Paraná. Seu avô paterno, Manuel de Morais e Barros foi fundador do Partido Republicano e também senador. O seu tio-avô era Prudente José de Morais Barros, que foi o terceiro Presidente da República, além de presidente do estado de São Paulo (atualmente governador), senador e deputado federal. O seu primo era Prudente de Morais Filho, que foi deputado federal. O seu tio paterno, Paulo de Morais Barros, foi Ministro da Viação, senador e deputado federal.
Em 1931, obteve seu bacharelado em Direito pela Faculdade de Direito de São Paulo, a futura Universidade de São Paulo (USP). Ainda acadêmico, era engajado na política, tendo ingressado no Partido Democrático (PD) em 1926 quando da sua fundação e exercendo importante militância política pelo partido.
Em 1932, recém graduado em direito, participou ativamente das conspirações para o levante nacional conhecido como Revolução Constitucionalista, inicialmente liderando um grupo de estudantes e egressos da Faculdade de Direito de São Paulo, associado ao MMDC, que se voluntariaram e se organizavam para atuar nas frentes de combate. A 10 de julho, esse grupo veio a ser incorporado nas fileiras das tropas paulistas da 1ª Batalhão Paulista da Milícia Civil, que se popularizaria como “Coluna Romão Gomes” comandada pelo então capitão da Força Publica de São Paulo Romão Gomes, e nesse destacamento chegou ao posto de tenente. Essa tropa, que chegou a reunir cerca de 1500 soldados, se tornou notória por ter sido invicta ao longo do conflito, além de obter vários feitos no campo de batalha, o que motivou sucessivas promoções para o seu comandante. Nessa tropa, Hermann comandou a 1ª Cia do Batalhão e com ela participou de dezenas de combates contra as tropas federais no denominado “Setor Leste” que contemplava a fronteira entre São Paulo e Minas Gerais, na região de Campinas.
Ainda em 1932, durante aquele conflito, o seu tio paterno Paulo de Morais Barros veio a ser nomeado para a chefia de gabinete do Secretário da Fazenda de São Paulo, no governo de Pedro de Toledo. A Revolução Constitucionalista veio a se findar em outubro daquele ano, tendo sido os seus líderes enviados para o exílio em Portugal.
Em 1938, durante a ditadura do Estado Novo, foi preso junto de um grupo de quarenta políticos por ordem de Ademar de Barros e recolhidos a então capital federal, Rio de Janeiro.

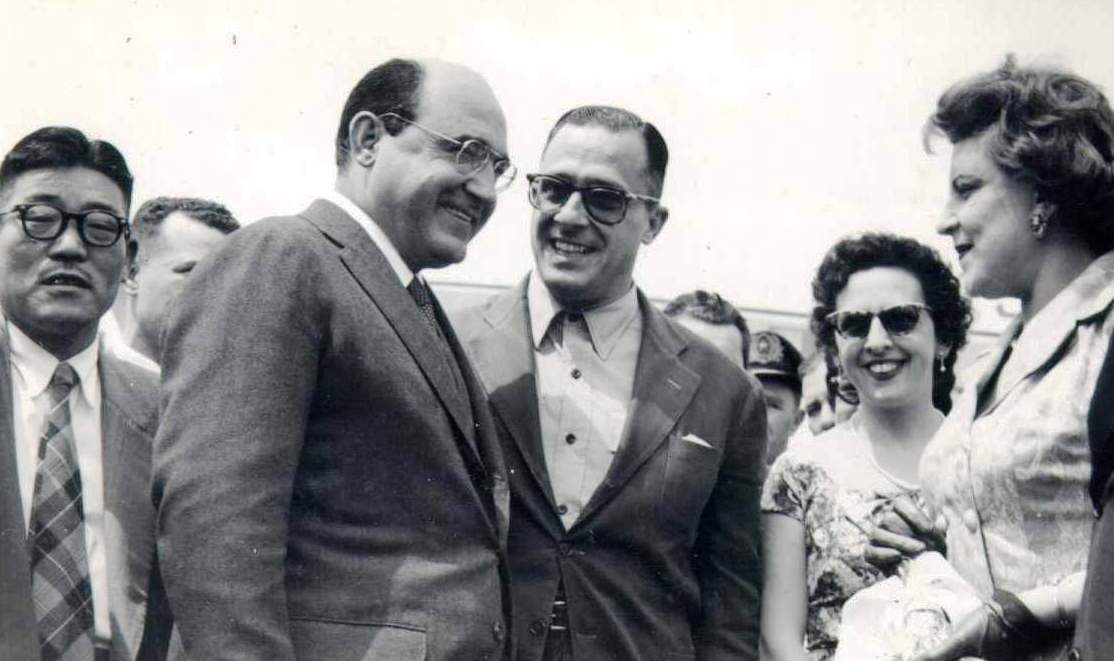
O então governador do Paraná, Moysés Lupion, e Hermann M. Barros então diretor da CMNP, na década de 1950

Em 1945, com o fim do regime ditatorial do Estado Novo presidido por Getúlio Vargas, Morais Barros veio a se filiar na recém fundada União Democrática Nacional (UDN), tendo se tornado um membro no diretório de São Paulo.
Em 1950, foi nomeado diretor-gerente da Companhia de Melhoramentos do Norte do Paraná (CMNP), empresa de colonização de terras. A companhia exerceu papel fundamental na formação de cidades do norte paranaense, como Cianorte, Londrina, Nova Esperança, Umuarama e Maringá, bem como em seu planejamento urbano. Hermann já era familiarizado com aquela região, uma vez que seu pai, Antonio Moraes de Barros, já havia sido Presidente da Companhia de Terras Norte do Paraná, entre as décadas de 1920 e 1930, ocasião em que as terras eram recém adquiridas do Governo do Estado do Paraná e já se planejava a urbanização da região.
Ainda em 1950, nas eleições de outubro, candidatou-se a deputado federal pela UDN, porém, não foi eleito. Nas eleições de 1954, candidatou-se novamente com idêntico resultado, mas, conquistou a primeira suplência e pouco tempo depois veio a assumir mandato como deputado federal, em que exerceu o mandato de 23 de abril a 31 de julho de 1957 e também no período de 10 a 26 de março de 1958.
Na década de 1960, assumiu cargo como conselheiro do Banco Itaú. Em 1981, retornou à Companhia Melhoramentos Norte do Paraná como superintendente, assumindo o cargo até maio de 1992, passando a membro do conselho consultivo da empresa.
Era casado com Maria Galvão de Morais Barros com quem teve uma filha. Hermann Morais de Barros veio a falecer no dia 25 de julho de 1994, na cidade de São Paulo.

## Homenagem
Pela sua influencia na formação da cidade Maringá, teve naquele município, em sua homenagem, a inauguração do bairro Conjunto Hermann Morais de Barros na zona norte da cidade.